# Guilford (Missouri)
Pour les articles homonymes, voir Guildford (homonymie).
Guilford est un village du comté de Nodaway, dans le Missouri, aux États-Unis,. Situé au sud-est du comté, il est fondé en 1856 et incorporé en 1880.

## Démographie
Lors du recensement de 2010, le village comptait une population de 85 habitants. Elle est estimée, en 2016, à 80 habitants.

### Source de la traduction
- (en) Cet article est partiellement ou en totalité issu de l’article de Wikipédia en anglais intitulé « Guilford, Missouri » (voir la liste des auteurs).